# Mainardo I di Tirolo-Gorizia

Stemma della contea di Gorizia

Mainardo I di Tirolo-Gorizia (già Mainardo III di Gorizia) (17 gennaio 1194 – Castel Tirolo, 22 luglio 1258) fu conte di Gorizia ed Istria (1220-1258) come Mainardo III di Gorizia e poi anche conte di Tirolo (1253-1258) come Mainardo I di Tirolo-Gorizia.

## Biografia
Era figlio di Enghelberto III conte di Gorizia (morto nel 1220) e di Matilde di Andechs (morta nel 1245), probabilmente figlia di Bertoldo III di Andechs.
Mainardo parteggiò per gli Staufen e Federico II di Svevia lo fece nel 1246 Luogotenente di Stiria e, quattro anni più tardi, d'Austria, presto spogliato dei suoi poteri da Ottocaro II di Boemia. Cercò poi di prendere la Carinzia, ma fallì, pur avendo al suo fianco il suocero Alberto III di Tirolo, perdendo la battaglia di Greifenburg contro i von Spanheim. La successiva pace prevedeva, oltre al pagamento di pesanti crediti ed alla cessione di alcune città, la consegna dei figli di Mainardo (Mainardo e Alberto) come ostaggi. Rimasero a Werfen fino al 1258 o 1259.
Alla morte di Alberto III di Tirolo nel 1253 sua figlia Adelaide, moglie di Mainardo, ereditò parte di titoli e possedimenti. A Mainardo toccò dunque il Tirolo meridionale, con l'allora capitale Merano. Morì a Castel Tirolo, dove fu sepolto, nel 1258.
Dopo la sua morte le due contee furono di nuovo divise fra i figli. A Mainardo II spettò la contea di Tirolo e il titolo di conte di Tirolo-Gorizia, ad Alberto andò la contea di Gorizia con il titolo di Conte di Gorizia-Tirolo.

## Ascendenza
|                              |                        |                                            | Genitori |  |  | Nonni |  |  | Bisnonni              |  |  | Trisnonni                |  |
|                              |                        |                                            |          |  |  |       |  |  | Mainardo I di Gorizia |  |  | Meginardo III di Lurngau |  |
|                              |                        |                                            |          |  |  |       |  |  | Mainardo I di Gorizia |  |  | Meginardo III di Lurngau |  |
|                              |                        | Diemuta di Spanheim                        |          |  |  |       |  |  | Mainardo I di Gorizia |  |  |                          |  |
| Enghelberto II di Gorizia    |                        |                                            |          |  |  |       |  |  | Mainardo I di Gorizia |  |  |                          |  |
|                              |                        | Elisabetta di Schwarzenburg                | …        |  |  |       |  |  |                       |  |  |                          |  |
|                              |                        | Elisabetta di Schwarzenburg                | …        |  |  |       |  |  |                       |  |  |                          |  |
|                              |                        | Elisabetta di Schwarzenburg                | …        |  |  |       |  |  |                       |  |  |                          |  |
| Enghelberto III di Gorizia   |                        | Elisabetta di Schwarzenburg                |          |  |  |       |  |  |                       |  |  |                          |  |
|                              |                        | …                                          | …        |  |  |       |  |  |                       |  |  |                          |  |
|                              |                        | …                                          | …        |  |  |       |  |  |                       |  |  |                          |  |
|                              |                        | …                                          | …        |  |  |       |  |  |                       |  |  |                          |  |
| Adelaide di Valley           |                        | …                                          |          |  |  |       |  |  |                       |  |  |                          |  |
|                              |                        | …                                          | …        |  |  |       |  |  |                       |  |  |                          |  |
|                              |                        | …                                          | …        |  |  |       |  |  |                       |  |  |                          |  |
|                              |                        | …                                          | …        |  |  |       |  |  |                       |  |  |                          |  |
| Mainardo I di Tirolo-Gorizia |                        | …                                          |          |  |  |       |  |  |                       |  |  |                          |  |
|                              | Bertoldo II di Andechs | …                                          |          |  |  |       |  |  |                       |  |  |                          |  |
|                              | Bertoldo II di Andechs | …                                          |          |  |  |       |  |  |                       |  |  |                          |  |
|                              | Bertoldo II di Andechs | …                                          |          |  |  |       |  |  |                       |  |  |                          |  |
| Bertoldo I d'Istria          | Bertoldo II di Andechs |                                            |          |  |  |       |  |  |                       |  |  |                          |  |
|                              |                        | Sofia di Carniola                          | …        |  |  |       |  |  |                       |  |  |                          |  |
|                              |                        | Sofia di Carniola                          | …        |  |  |       |  |  |                       |  |  |                          |  |
|                              |                        | Sofia di Carniola                          | …        |  |  |       |  |  |                       |  |  |                          |  |
| Matilde di Andechs           |                        | Sofia di Carniola                          |          |  |  |       |  |  |                       |  |  |                          |  |
|                              |                        | Ottone IV di Scheyern                      | …        |  |  |       |  |  |                       |  |  |                          |  |
|                              |                        | Ottone IV di Scheyern                      | …        |  |  |       |  |  |                       |  |  |                          |  |
|                              |                        | Ottone IV di Scheyern                      | …        |  |  |       |  |  |                       |  |  |                          |  |
| Edvige di Wittelsbach        |                        | Ottone IV di Scheyern                      |          |  |  |       |  |  |                       |  |  |                          |  |
|                              |                        | Heilika di Pettendorf-Lengenfeld-Hopfenohe | …        |  |  |       |  |  |                       |  |  |                          |  |
|                              |                        | Heilika di Pettendorf-Lengenfeld-Hopfenohe | …        |  |  |       |  |  |                       |  |  |                          |  |
|                              |                        | Heilika di Pettendorf-Lengenfeld-Hopfenohe | …        |  |  |       |  |  |                       |  |  |                          |  |
|                              |                        | Heilika di Pettendorf-Lengenfeld-Hopfenohe |          |  |  |       |  |  |                       |  |  |                          |  |